# Haiti na Letnich Igrzyskach Olimpijskich 1932
Reprezentacja Haiti na Letnich Igrzyskach Olimpijskich 1932 w Los Angeles składała się z dwóch sportowców, obu mężczyzn.
Był to czwarty start Haiti jako niepodległego państwa na letnich igrzyskach olimpijskich.

## Reprezentanci

### Lekkoatletyka
- André Théard
  - Bieg na 100 metrów – odpadł w eliminacjach

- Sylvio Cator
  - Skok w dal – 9. miejsce